# S&P 500
S&P 500 este un indice bursier care conține 500 de companii publice mari, majoritatea americane. Indicele este realizat de compania Standard & Poor's, divizie a McGraw-Hill.

## Condiții de alegere
Din 2005, Indicele ia în considerare numărul de acțiuni cotate. În practică, multe dintre cele 500 de companii listate au doar un impact limitat asupra performanței Indicelui. Cele mai mari zece fonduri de capital din S&P 500 aveau o pondere combinată de aproximativ 26,6% în Indice la sfârșitul lunii iunie 2021.
Criterii pentru includerea în S&P 500:
- Compania trebuie să fie din Statele Unite.
- Capitalizarea de piață minimă a companiei trebuie să fie de 11,2 miliarde USD.
- Cel puțin 50% din acțiuni trebuie să fie cotate.
- Trebuie să fie înregistrată la Bursa de Valori din New York sau la NASDAQ.
- Raportul dintre cifra de afaceri comercială anuală și capitalizarea pieței trebuie să fie de cel puțin 0,3.
- Volumul minim de tranzacționare lunar de 250.000 de acțiuni în fiecare dintre cele șase luni anterioare datei de evaluare.
- Transparența raportării.
- Nu pot fi incluse în index: societăți cu răspundere limitată (LP), principalele societăți cu răspundere limitată și trusturile lor de investiții (MLP, PTP), titluri de valoare de tip over-the-counter (OTCBB), fondurile închise (CEF), fondurile tranzacționate la bursă (ETF), note tranzacționate la bursă (ETN), trusturi de redevențe; acțiuni vizate cu destinație specială (Tracking Stock); acțiuni preferențiale, fonduri mutuale pe acțiuni, mandate de acțiuni, obligațiuni convertibile, fonduri mutuale, chitanțe de depozitare americane și acțiuni de depozitare americane. Fondurile imobiliare pot deveni parte a indicelui.

În cazul în care compania nu mai îndeplinește cerințele de mai sus, acest lucru nu duce la ștergerea imediată. Principalul motiv pentru eliminarea din indice este vânzarea sau fuziunea.

## Versiune la fel de ponderată
De la începutul anului 2003 există indexul S&P 500 EWI , în care toți 500 de participanți au o pondere egală cu 0,2%. Indicele este ajustat trimestrial.